# یواس‌اس تاکامکاری (پی‌جی‌ایچ-۲)
یواس‌اس تاکامکاری (پی‌جی‌ایچ-۲) (به انگلیسی: USS Tucumcari (PGH-2)) یک کشتی بود که طول آن ۷۲ فوت ۰ اینچ (۲۱٫۹۵ متر) بود. این کشتی در سال ۱۹۶۷ ساخته شد.